# آبي دوبسون
آبي دوبسون (بالإنجليزية: Abby Dobson)‏ هي مغنية وكاتبة غنائية أسترالية، ولدت في 1969 في كانبرا في أستراليا.

## وصلات خارجية
- آبي دوبسون على موقع ميوزك برينز (الإنجليزية)
- آبي دوبسون على موقع ديسكوغز (الإنجليزية)